# 米氏花鮨
米氏花鮨為輻鰭魚綱鱸形目鱸亞目鮨科的其中一種，分布於西大西洋的巴西南部及烏拉圭海域，棲息深度160-260公尺，體長可達28公分，為底棲性魚類，生活習性不明。

## 擴展閱讀
維基物種上的相關：米氏花鮨